# Zacarias (profeta)
Zacarias (em hebraico: זְכַרְיָה; "Lembrou do Senhor"), foi um dos profetas pós-exílicos do Antigo Testamento (ou Tanakh, no Judaísmo) ele é o autor do Livro de Zacarias.
Zacarias é um nome teofórico, com o sufixo -iah uma forma curta do tetragrama, que era muito comumente utilizado nesta época para nomes de pessoas e lugares.

## Biografia
Ele foi contemporâneo de Ageu (Esdras 5:1). Com Ageu, ele foi chamado para despertar os judeus que retornaram, para completar a tarefa de reconstruir o templo (Esdras 6:14). Como filho de Baraquias, filho de Ido, ele era de umas das famílias sacerdotais da tribo de Levi. Ele é um dos mais messiânicos de todos os profetas do Antigo Testamento, dado referências distintas e comprovadas sobre a vinda do Messias.
Ele foi um profeta do Reino de Judá, e foi o décimo primeiro profeta dos doze profetas menores. Conforme Ezequiel, ele foi um profeta do exílio. Ele descreveu a si mesmo (Zacarias 1:1) como "o Filho de Baraquias." Em Esdras, foi chamado "o filho de Ido," que foi na realidade seu avô. Sua carreira profética iniciou-se no segundo ano de Dario I, Rei do Império Aquemênida (520 a.C.), cerca de seis anos antes do primeiro grupo que retornou do exílio babilônico.
Há indícios no Targum das Lamentações de que "Zacarias, filho de Ido" teria sido morto no Templo, apesar de os estudiosos acreditarem ser esta uma referência para personalidade bíblica Zacarias, filho de Joiadá. Em Mateus 23:35, Jesus informa que Zacarias, filho de Baraquias, foi morto entre o santuário e o altar.